# Fryderyki 2008
Fryderyki 2008 – 14. edycja polskich nagród muzycznych Fryderyków, przyznawanych przez Akademię Fonograficzną (powołaną przez Związek Producentów Audio-Video), honorująca dokonania przemysłu muzycznego w roku 2007. Dwie ceremonie wręczenia nagród obyły się 7 kwietnia 2008 w Warszawie. Pierwsza, obejmująca kategorie muzyki poważnej i jazzowej, miała miejsce w Bazylice Najświętszego Serca Jezusowego, została poprowadzona przez Iwonę Schymallę i była emitowana przez TVP Kultura. Druga, obejmująca kategorie muzyki rozrywkowej, odbyła się w Fabryce Trzciny, została poprowadzona przez Marka Niedźwieckiego i Kayah oraz była emitowana przez TVP1.
Nagrody konkursowe zostały przyznane w 29 kategoriach (17 w sekcji muzyki rozrywkowej, 2 w sekcji muzyki jazzowej i 10 w sekcji muzyki poważnej). Najwięcej nominacji (14) i nagród (8) otrzymała Katarzyna Nosowska. Anna Mikołajczyk-Niewiedział wygrała 5 nagród, Hey – 3, zaś Concerto Polacco, Marek Toporowski, Piotr Olech, Piotr Wojtasik, Rafał Blechacz i Raz, Dwa, Trzy po 2. Poza nagrodami konkursowymi zostały przyznane dwa Złote Fryderyki.

## Organizacja
23 lutego 2007 Andrzej Puczyński i Jan Chojnacki, reprezentujący zarząd Związku Producentów Audio-Video, podpisali ze Stanisławem Trzcińskim, prezesem agencji STX Jamboree, umowę w sprawie wyłącznej organizacji i promocji Fryderyków w latach 2007–2010. Ponadto przedsiębiorstwo mogło rozporządzać prawami do transmisji telewizyjnej wręczenia nagród. Dwie gale wręczenia Fryderyków 2006 odbyły się 17 kwietnia 2007 i były emitowane w serwisie internetowym iTVP, a następnie retransmitowane w TVP1.
Przy okazji Fryderyków 2008 organizatorzy zerwali z dotychczasową koncepcją umieszczania w nazwie gali roku, za który przyznawane są nagrody. Zamiast tego zaczął w niej być umieszczany rok organizowania gali.
W styczniu 2008 Maryla Rodowicz poinformowała na stronie internetowej, że odmówiła odebrania podczas nadchodzącej gali honorowego Złotego Fryderyka, wyrażając „dezaprobatę zarówno wobec kryteriów, jakimi kieruje się kapituła nagrody, jak i wobec samego składu tejże kapituły”.
6 lutego 2008 Akademia Fonograficzna ogłosiła nominacje w 29 kategoriach do Fryderyków 2008 oraz zapowiedziała wręczenie Złotych Fryderyków Jerzemu „Dudusiowi” Matuszkiewiczowi i Ewie Michnik. Ogłosiła ponadto, że zwycięzcę w kategorii nowa twarz fonografi wyłoni w wyniku głosowania SMS publiczność, co było pierwszym takim przypadkiem w historii Fryderyków.
9 marca 2008 agencja STX Jamboree ogłosiła szczegółowe informacje o organizacji Fryderyków, a 3 kwietnia 2008 poinformowała o prowadzących. Podobnie jak rok wcześniej, wręczenie nagród zostało podzielone na dwie gale, zorganizowane 7 kwietnia 2008. Pierwsza z nich, obejmująca kategorie muzyki poważnej i jazzowej, odbyła się o godzinie 17 w Bazylice Najświętszego Serca Jezusowego i poprowadziła je dziennikarka Iwona Schymalla. Druga, obejmująca kategorie muzyki rozrywkowej, odbyła się o 20:20 w Fabryce Trzciny, a jej prowadzącymi byli dziennikarz Marek Niedźwiecki i piosenkarka Kayah. Gale wyreżyserował Bolesław Pawica, a ich głównym sponsorem był koncern PepsiCo.
Retransmisja gali muzyki poważnej i jazzowej odbyła się tego samego dnia o 18:30 w TVP Kultura, a dzień później o 1:20 i 14:00 jej skrót wyemitowała TVP1. Według danych AGB Nielsen Media Research jej oglądalność wyniosła średnio 1,5 tysiąca widzów, co przełożyło się na 0,01% udziału w rynku. Gala muzyki rozrywkowej była emitowana na żywo w TVP1. Tym samym była to pierwsza ceremonia od czasu Fryderyków 2001 w 2002, która była transmitowana na żywo w telewizji. Jej oglądalność wyniosła średnio 1,32 miliona osób, co przełożyło się na 8,50% udziału w grupie wszystkich widzów i 7,57% w grupie wiekowej 16–49.

## Przebieg

### Gala muzyki rozrywkowej

#### Występy
Występy:

- Krzysztof Herdzin Trio – medley utworów Jerzego „Dudusia” Matuszkiewicza
- Natalia Kukulska i Bartek Królik – „Pół na pół”
- Raz, Dwa, Trzy – „Jesteśmy na wczasach”
- Urszula Dudziak – „Papaya”
- Zakopower – „Na siedem”
- Maciej Maleńczuk – „Nigdy więcej”
- NO! NO! NO! – „A Girl Like You”
- Ivan Mládek – „Jožin z bažin”
- Feel – „A gdy jest już ciemno”
- Karimski Club
- Aga Zaryan – „Throw It Away”

#### Prezenterzy
Prezenterzy:

- Hanna Gronkiewicz-Waltz – wręczenie Złotego Fryderyka Jerzemu „Dudusiowi” Matuszkiewiczowi
- Urszula Dudziak
- Beata Kozidrak
- Krystyna Prońko
- Kora
- Halina Mlynkova
- Kombii
- Ewelina Flinta
- Reni Jusis
- Grzegorz Markowski
- Maciej Zembaty
- Andrzej Smolik
- Juliusz Donajski
- Ivan Mládek
- Marek Kościkiewicz
- Krzysztof „K.A.S.A.” Kasowski
- Łukasz Golec i Paweł Golec
- Dariusz Lenart

### Gala muzyki poważnej i jazzowej
Wykonawcy:
- Concerto Avenna (dyrygent: Andrzej Mysiński) i Piotr Kusiewicz
- Anna Mikołajczyk
- Edward Wolanin
- Henryk Miśkiewicz
- Krzysztof Herdzin

## Laureaci i nominowani

### Sekcja muzyki rozrywkowej
| Piosenka roku | Nowa twarz fonografii |
| --- | --- |
| - „Era retuszera” – Nosowska - „A gdy jest już ciemno” – Feel - „Koledzy” – Maciej Maleńczuk i Wojciech Waglewski - „[sic!]” (wersja MTV Unplugged) – Hey - „Sexi Flexi” – Natalia Kukulska | - Feel - Karimski Club - Łukasz Zagrobelny - Muchy - Psio Crew |
| Wokalista roku | Wokalistka roku |
| - Tomasz Lipnicki - Adam Nowak - Maciej Maleńczuk - Piotr Kupicha - Wojciech Waglewski | - Katarzyna Nosowska - Aga Zaryan - Ania Dąbrowska - Kasia Cerekwicka - Natalia Kukulska |
| Grupa roku | Produkcja muzyczna roku |
| - Raz, Dwa, Trzy - Feel - Hey - Myslovitz - Pogodno | - MTV Unplugged – Hey - produkcja muzyczna: Marcin Macuk - realizacja: Leszek Kamiński i Wojtek Łopaciuk - „Era retuszera” – Nosowska - produkcja muzyczna: Marcin Macuk - realizacja: Marcin Bors - ID – Anna Maria Jopek - produkcja muzyczna: Anna Maria Jopek i Marcin Kydryński - realizacja: Ben Findlay - UniSexBlues – Nosowska - produkcja muzyczna: Marcin Macuk - realizacja: Marcin Bors - Sexi Flexi – Natalia Kukulska - produkcja muzyczna: Bartek Królik - produkcja muzyczna i realizacja: Marek Piotrowski |
| Kompozytor roku | Autor roku |
| - Wojciech Waglewski - Lipali (Tomasz Lipnicki, Adrian Kulik i Łukasz Jeleniewski) - Katarzyna Nosowska - Marcin Macuk - Mateusz Pospieszalski | - Katarzyna Nosowska - Adam Nowak - Ania Dąbrowska - Maciej Maleńczuk - Tomasz Lipnicki - Wojciech Waglewski |
| Album roku pop | Album roku rock / metal |
| - Młynarski – Raz, Dwa, Trzy - Feel – Feel - ID – Anna Maria Jopek - Koledzy – Maciej Maleńczuk i Wojciech Waglewski - Sexi Flexi – Natalia Kukulska | - MTV Unplugged – Hey - Apteka – Apteka - Bloo – Lipali - Don’t Panic! We’re From Poland – Tymon & The Transistors - The Apostasy – Behemoth |
| Album roku hip-hop / R&B | Album roku muzyka alternatywna |
| - HollyŁódź – O.S.T.R. - Homoxymoronomatura – L.U.C. i Rahim - Muzyka rozrywkowa – Pezet - Ostry dyżur – Grupa Operacyjna - The Breakthru – Afromental | - UniSexBlues – Nosowska - 41 potencjometrów pana Jana – Czesław Niemen - Karimski Club – Karimski Club - Out – Agressiva 69 - Opherafolia – Pogodno |
| Album roku etno / folk | Album roku piosenka poetycka |
| - Na siedem – Zakopower - Góralsko siła – Trebunie-Tutki - Nowa tradycja – antologia polskiego folku – różni wykonawcy - Tischner – Trebunie-Tutki i Voo Voo-nootki - Szumi Jawor Soundsystem – Psio Crew | - Umiera piękno – Aga Zaryan - Autor – Strachy na Lachy - Inna bajka – Michał Bajor - Przechowalnia 3 – Artur Andrus, Andrzej Poniedzielski i goście - Przypadki – Katarzyna Groniec |
| Wydawnictwo specjalne – najlepsza oprawa graficzna | Videoklip roku |
| - MTV Unplugged – Hey (projekt graficzny: Piotr Bujnowski) - Bloo – Lipali (projekt graficzny: Kacper Rachtan) - Młynarski – Raz, Dwa, Trzy (projekt graficzny: Damian Styrna) - Tischner – Trebunie-Tutki i Voo Voo-nootki (projekt graficzny: Krzysztof Kokoryn i Wojciech Kliczka) - UniSexBlues – Nosowska (projekt graficzny: Macio Moretti) | - „Era retuszera” – Nosowska (reżyseria: Anna Maliszewska) - „Jesteśmy na wczasach” – Raz, Dwa, Trzy (reżyseria: Damian Styrna) - „Jeżozwierz” – Lipali (reżyseria: Radosław Górka) - „Koledzy” – Maciej Maleńczuk i Wojciech Waglewski (reżyseria: Yach Paszkiewicz) - „Sexi Flexi” – Natalia Kukulska (reżyseria: Joanna Rechnio) |
| Najlepszy album zagraniczny | |
| - Echoes, Silence, Patience & Grace – Foo Fighters - Not Too Late – Norah Jones - Overpowered – Róisín Murphy - Planet Earth – Prince - Shock Value – Timbaland | |

### Sekcja muzyki jazzowej
| Jazzowy album roku | Jazzowy muzyk roku                                                                                    |
| --- | --- |
| - Circle – Piotr Wojtasik - Full Drive 2 – Henryk Miśkiewicz - Przesłanie – Michał Kulenty i Marcin Masecki - Supercalifragilistic – Ptaszyn Wróblewski Quartet - Wolno – Marek Napiórkowski | - Piotr Wojtasik - Darek Oleszkiewicz - Henryk Miśkiewicz - Marek Napiórkowski - Zbigniew Namysłowski |

### Sekcja muzyki poważnej
| Najwybitniejsze nagranie muzyki polskiej | Najwybitniejsze nagranie muzyki polskiej |
| --- | --- |
| - Chopin – Preludia. Rafał Blechacz - soliści: Rafał Blechacz – fortepian - Esztényi, Szabolcs – Bramy ogrodu - soliści: Iwona Mironiuk – fortepian, Szabolcs Esztényi – fortepian - Karłowicz, Mieczysław; Młynarski, Emil – Polish Spirit - soliści: Nigel Kennedy – skrzypce - orkiestra/zespół: Polish Chamber Orchestra - dyrygent/kierownik artystyczny: Jacek Kaspszyk - Lutosławski – Piano Duo - soliści: Emilia Sitarz, Bartłomiej Wąsik – fortepian - Łukaszewski, Paweł – Sacred Music - soliści: Anna Mikołajczyk-Niewiedział, Wacław Golonka, Agata Zubel-Moc, Katarzyna Trylnik - orkiestra/zespół: Polski Chór Kameralny, Holst Singers, Concerto Avenna, Orkiestra i Chór Opery i Filharmonii Podlaskiej, Studio Warszawa Ensemble, Orkiestra UAM - dyrygent/kierownik artystyczny: Stephen Layton, Jan Łukaszewski, Piotr Borkowski, Andrzej Mysiński, Łukasz Borowicz | |
| Kompozytor roku | Fonograficzny debiut roku |
| - Paweł Szymański - Paweł Łukaszewski - Stanisław Moryto - Szabolcs Esztényi - Wojciech Kilar | - Szymanowski: Songs – Anna Mikołajczyk - I.J. Paderewski: Complete Songs – Anna Radziejewska - Lutosławski – Piano Duo – Lutosławski Piano Duo (Emilia Sitarz i Bartłomiej Wąsik) |
| Album roku muzyka chóralna i oratoryjna | |
| - Musica Sacromontana – Józef Zeidler - soliści: Marzena Michałowska, Anna Mikołajczyk-Niewiedział – sopran, Piotr Kociniewski, Piotr Olech – alt, Paweł Andrzejewski, Aleksander Kunach – tenor, Jarosław Bręk, Marek Picz – bas - orkiestra/zespół: Chór Akademicki Uniwersytetu im. Adama Mickiewicza, Wrocławski Zespół Solistów Ricordanza, Concerto Polacco, Sine Nomine - dyrygent/kierownik artystyczny: Jacek Sykulski i Marek Toporowski - Boccherini, Luigi – Stabat Mater - soliści: Agnieszka Tomaszewska - orkiestra/zespół: Cappella Gedanensis - dyrygent/kierownik artystyczny: Alina Kowalska-Pińczak - Jasnogórska mzyka dawna vol. 21 - orkiestra/zespół: Chór Kameralny Cantores Minores Wratislavienses, Krzysztof Karpeta – wiolonczela, Kazimierz Pyzik – kontrabas wiedeński, Marek Pilch – organy - dyrygent/kierownik artystyczny: Piotr Karpeta - Panichida – Prawosławne nabożeństwo żałobne - soliści: Jan Kierdelewicz – bas, Grzegorz Cebulski – bas - orkiestra/zespół: Chór Męski Oktoich - dyrygent/kierownik artystyczny: Grzegorz Cebulski                   | |
| Album roku muzyka dawna i barokowa | |
| - Jasnogórska muzyka dawna vol. 14 / Ciemne jutrznie - soliści: Anna Mikołajczyk-Niewiedział – sopran, Magdalena Szewczyk – mezzosopran, Piotr Olech – alt, Krzysztof Szmyt – tenor, Mirosław Borczyński – bas - orkiestra/zespół: Concerto Polacco - dyrygent/kierownik artystyczny: Marek Toporowski - Handel – Xerxes Arias - soliści: Piotr Kusiewicz – tenor, Jadwiga Rappé – alt, Ewa Gizińska-Mysińska – wiolonczela, Danuta Kojro – klawesyn, Krzysztof Wroniszewski – oboje koncertujące, Jacek Polański – oboje koncertujące - orkiestra/zespół: Warszawscy Soliści Concerto Avenna - dyrygent/kierownik artystyczny: Andrzej Mysiński – kierownictwo artystyczne - Muzyka polskiego renesansu - soliści: Anna Mikołajczyk-Niewiedział – sopran, Marta Wróblewska – sopran, Grzegorz Zychowicz – bas, Wojciech Siemion – melorecytacja - orkiestra/zespół: Ars Nova, Subtilior Ensemble - dyrygent/kierownik artystyczny: Jacek Urbaniak, Piotr Zawistowski | |
| Album roku muzyka kameralna | |
| - Lutosławski – Piano Duo - soliści: Emilia Sitarz, Bartłomiej Wąsik – fortepian - Maciejewski, Roman – Kompozytor i pianista - soliści: Roman Maciejewski – fortepian, Jerzy Lefeld – fortepian - Zarębski, Błażewicz – Polskie kwintety fortepianowe - soliści: Agnieszka Urbańczyk, Magdalena Dąbek-Kaniuga, Marzena Hodyr, Monika Cekała, Krzysztof Stanienda - orkiestra/zespół: Chopin Quintet - dyrygent/kierownik artystyczny: Krzysztof Stanienda | |
| Album roku muzyka solowa | |
| - Chopin – Preludia - soliści: Rafał Blechacz – fortepian - Chopin – Polonezy B SACD & CD. Wydanie Narodowe. Seria B. Vol. 1 - soliści: Janusz Olejniczak – fortepian - New Polish Music - soliści: Paweł Gusnar – saksofon, Jan Bartłomiej Bokszczanin – organy - dyrygent/kierownik artystyczny: Jan Bartłomiej Bokszczanin - Paganini, Niccolo – 24 kaprysy - soliści: Janusz Wawrowski – skrzypce - Szymanowski, Karol – Fantazja C-dur op. 14, Maski op. 34, Harnasie op. 55 - soliści: Joanna Domańska – fortepian, Andrzej Tatarski – fortepian | |
| Album roku muzyka symfoniczna i koncertująca | |
| - Karłowicz, Mieczysław; Młynarski, Emil – Polish Spirit - soliści: Nigel Kennedy – skrzypce - orkiestra/zespół: Polish Chamber Orchestra - dyrygent/kierownik artystyczny: Jacek Kaspszyk - Kurpiński, Karol – z Wielkopolski rodem - soliści: Kornel Wolak – klarnet - orkiestra/zespół: Orkiestra Filharmonii Poznańskiej im. Tadeusza Szeligowskiego - dyrygent/kierownik artystyczny: Łukasz Borowicz - Szostakowicz – Cello Concertos - soliści: Rafał Kwiatkowski – wiolonczela - orkiestra/zespół: Polska Orkiestra Radiowa - dyrygent/kierownik artystyczny: Wojciech Rajski | |
| Album roku muzyka współczesna | |
| - Łukaszewski, Paweł – Sacred Music - soliści: Anna Mikołajczyk-Niewiedział, Wacław Golonka, Agata Zubel-Moc, Katarzyna Trylnik - orkiestra/zespół: Polski Chór Kameralny, Holst Singers, Concerto Avenna, Orkiestra i Chór Opery i Filharmonii Podlaskiej, Studio Warszawa Ensemble, Orkiestra UAM - dyrygent/kierownik artystyczny: Stephen Layton, Jan Łukaszewski, Piotr Borkowski, Andrzej Mysiński, Łukasz Borowicz - Esztényi, Szabolcs – Bramy ogrodu - soliści: Iwona Mironiuk – fortepian, Szabolcs Esztényi – fortepian - Kilar, Wojciech – Magnificat, Victoria - soliści: Izabela Kłosińska – sopran, Tomasz Krzysica – tenor, Piotr Nowacki – bas - orkiestra/zespół: Orkiestra i Chór Filharmonii Śląskiej - dyrygent/kierownik artystyczny: Mirosław Jacek Błaszczyk - Moryto, Stanisław – Pieśni - soliści: Aneta Łukaszewicz, Krystyna Makowska-Ławrynowicz, Beata Szebesczyk, Michał Sławecki - dyrygent/kierownik artystyczny: Aneta Łukaszewicz - Zubel, Agata; Duchnowski, Cezary – Elettrovoce - soliści: Agata Zubel-Moc – śpiew, Cezary Duchnowski – fortepian, komputer | |
| Album roku recital wokalny, opera, operetka, balet | |
| - Szymanowski, Karol – Songs. Ops 31 & 49 - soliści: Anna Mikołajczyk-Niewiedział – sopran, Edward Wolanin – fortepian - Paderewski, Ignacy Jan – Complete Songs - soliści: Anna Radziejewska – mezzosopran, Mariusz Rutkowski – fortepian - Wagner, Richard – Der fliegende Holländer / Holender Tułacz - soliści: Hans Sotin – bas, Christiane Libor – sopran, Endrik Wottrich – tenor, Ewa Marciniec – alt - orkiestra/zespół: Orkiestra Symfoniczna i Chór Filharmonii Narodowej - dyrygent/kierownik artystyczny: Antoni Wit, Henryk Wojnarowski (kierownik chóru) | |

### Złote Fryderyki
Laureaci Złotych Fryderyków:

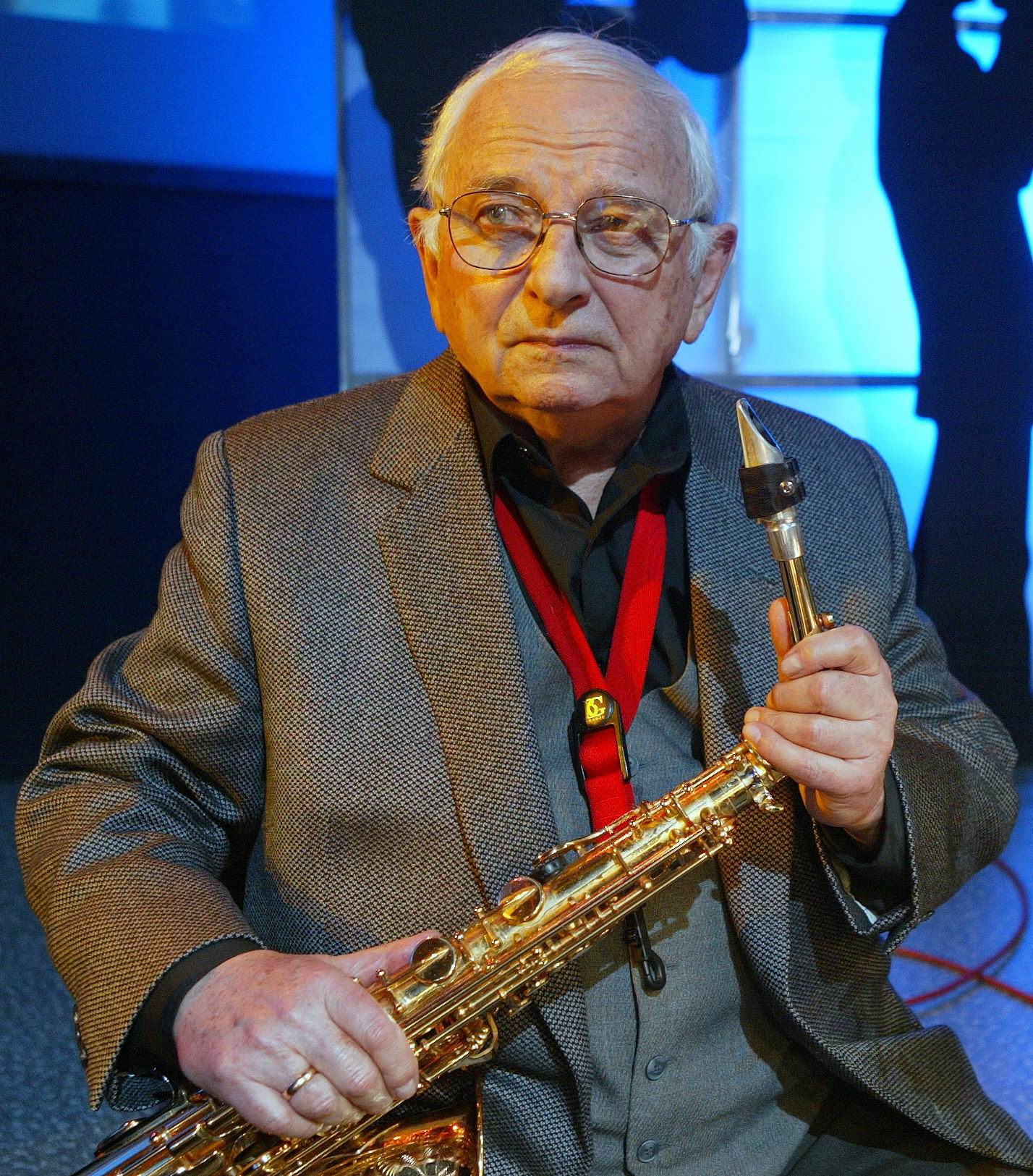
Jerzy „Duduś” Matuszkiewicz, laureat Złotego Fryderyka w muzyce jazzowej

- Jerzy „Duduś” Matuszkiewicz (muzyka jazzowa)
- Ewa Michnik (muzyka poważna)

## Statystyki
| Liczba | Osoba/zespół                                                                          |
| ------ | ------------------------------------------------------------------------------------- |
| 8      | Katarzyna Nosowska                                                                    |
| 5      | Anna Mikołajczyk-Niewiedział                                                          |
| 3      | Hey                                                                                   |
| 2      | Concerto PolaccoMarek ToporowskiPiotr OlechPiotr WojtasikRafał BlechaczRaz, Dwa, Trzy |

| Liczba | Osoba/zespół |
| ------ | --- |
| 14     | Katarzyna Nosowska |
| 8      | Wojciech Waglewski |
| 7      | Anna Mikołajczyk-Niewiedział                                                                                                  |
| 6      | Adam NowakMarcin MacukTomasz Lipnicki                                                                                         |
| 5      | HeyMaciej MaleńczukNatalia KukulskaPiotr Kupicha                                                                              |
| 4      | FeelKarim MartusewiczLipaliRaz, Dwa, Trzy                                                                                     |
| 3      | Agata Zubel-MocAndrzej MysińskiBartłomiej WąsikConcerto AvennaEmilia SitarzŁukasz BorowiczMateusz PospieszalskiTrebunie-Tutki |